# Bruno Schlegelberger
Bruno Schlegelberger (* 15. April 1934 in Berlin) ist ein katholischer Geistlicher und Theologe. Er ist Mitglied der Jesuiten und emeritierter Professor für Katholische Theologie.

## Leben
Im Jahr 1954 trat Schlegelberger in die Gesellschaft Jesu (Jesuiten) ein. Nach Studien in Deutschland, Frankreich und Spanien erwarb er die Grade Lic Phil (Chantilly, 1960), Lic Theol (Frankfurt 1966). In Berlin wurde er 1970 promoviert. Von 1970 bis 1974 war er Leiter der katholischen Studentenseelsorge in West-Berlin. Im Jahr 1974 wurde er auf den Lehrstuhl für Katholische Theologie an der damaligen PH Berlin berufen. 1980 wurde die PH aufgelöst und Schlegelberger wechselte zur FU Berlin. In Folge der Vakanz des Lehrstuhls für Katholische Systematische Theologie an der FU Berlin vertrat Schlegelberger von 1980 bis 1982 das Fach Systematik und organisierte so als einziger Professor den gesamten Lehrbetrieb des Seminars für Katholische Theologie. 1999 wurde Schlegelberger emeritiert. Seine Veröffentlichungen setzte er fort.
Schlegelberger forschte umfangreich über Christentum und Religion in Lateinamerika und recherchierte dafür vor allem in Peru und Kolumbien. Bei Gesprächen mit 33 Befreiungstheologen, zum Beispiel mit Leonardo Boff, Gustavo Gutiérrez und Jon Sobrino erhielt er Informationen aus erster Hand und konnte somit darlegen, was die südamerikanische Theologie der Befreiung „ist und will“.
Über die kritischen Aussagen in der Instruktion über einige Aspekte der „Theologie der Befreiung“ vom 6. August 1984 durch Kardinal Joseph Ratzinger im Namen der Kongregation für die Glaubenslehre äußerte er sich während seiner Informationsveranstaltung am 5. Oktober 1984 betroffen. Dem „vernichtenden Vorwurf des historizistischen Immanentismus“ mit der Gleichsetzung von Heilsgeschichte und Profangeschichte trat er entgegen. Er legte die Gründe dar, warum er insbesondere die Befreiungstheologie „für fähig und berufen“ hielt, „messianische Hoffnungen auf den Marxismus abzufangen.“

## Auszeichnungen (Auswahl)
- 1995 Honorarprofessor der Pontificia Universidad Javeriana, Bogotá[6]

## Publikationen (Auswahl)
- Vor- und außerehelicher Geschlechtsverkehr. Die Stellung der katholischen Moraltheologen seit Alphons von Liguori, Remscheid 1970 (ital. 1973).
- Versöhnung Gottes mit dem Elend? Zur Theologie der Befreiung in Lateinamerika, in: Band 7 der Abhandlungen aus der Pädagogischen Hochschule Berlin, Colloquium Verlag, Berlin 1980. ISBN 3-7678-0499-9
- (mit Josef Sayer und Karl Weber): Von Medellín nach Puebla. Gespräche mit lateinamerikanischen Theologen, Patmos, Düsseldorf 1980. ISBN 3-491-77338-5
- (mit Matthias Lutz-Bachmann): Krise und Erneuerung der Kirche. Theologische Ortsbestimmungen, Morus, Berlin 1989. ISBN 3-87554-225-8
- Unsere Erde lebt – Zum Verhältnis von altandiner Religion und Christentum in den Hochanden Perus. Mit einem Beitrag von Peter T. Hansen, Immensee 1992. ISBN 3-85824-073-7
- Möglichkeiten menschlichen Seins in der Erfahrung kultureller Kontraste, in: Möglichkeiten menschlichen Seins. Festschrift für W. Heistermann zum 80. Geburtstag, hg. von W. Reichert und M.-S. Schuppan, Schäuble Vlg., Berlin 1992, ISBN 3-87718-593-2
- "La tierra vive". Religión agraria y cristianismo en los Andes centrales peruanos, Cusco (CCAIJO) 1993.
- Los Arhuacos en defensa de su identitad y autonomía, Resistencia y sincretismo, Santafé de Bogotá 1995.
- (mit Rainer Kampling): Wahrnehmung des Fremden. Christentum und andere Religionen, Morus, Berlin 1996. ISBN 3-87554-316-5
- El cristianismo y otras religiones en el pensamiento de Karl Rahner, in: Theologica Xaveriana Nr. 155,  Pontificia Universidad Javeriana, Bogotá 2005